# Seinfeld (säsong 2)
Säsong 2 av Seinfeld, en amerikansk TV-serie skapad av Jerry Seinfeld och Larry David, började sändas den 23 januari 1991 på NBC.
På grund av att premiären av säsongen krockade med inledningen av Kuwaitkriget, sköts den upp en vecka. Säsongen bestod av 12 avsnitt och avrundade sin sändningsperiod den 26 juni 1991. Säsongen introducerade några karaktärer som spelade betydande roller i senare episoder, som Uncle Leo och Jerrys granne Newman.
Inspelningarna av säsongen förflyttades från Hollywood till Studio City, Los Angeles. Ett avsnitt, under titeln "The Bet", spelades aldrig in, då det ansågs vara för provokativt av kanalen och delar av rollbesättningen och filmteamet. Två nya manusförfattare anslöt sig till serien, Larry Charles och Peter Mehlman, som kom att fortsätta att skriva för serien under senare säsonger. Även om andra säsongen startade med svaga tittarsiffror, med ett tvåmånaders produktionsavbrott som följd, blev resterande avsnitt av säsongen positivt bemött av kritikerna och blev nominerad till tre Primetime Emmy Award-priser.
DVD-boxen Säsong 1 & 2 släpptes av Sony Pictures Home Entertainment i USA och Kanada den 23 november 2004, tretton år efter det att säsongen sänts på TV. Utöver avsnitten från de båda säsongerna, kom DVD-boxen med bonusmaterial, däribland bortklippta scener, animationer, exklusivt stand-up-material, samt kommentatorsspår.

## Avsnittsguide
Samtliga avsnitt är listade efter sändningsdatum och listar även dess produktionskoder.
| Nr i serien | Nr i säsongen | Titel                    | Regissör     | Manus                        | Originalvisning  | Prod. kod | Tittarsiffror (miljoner) |
| --- | ------------- | ------------------------ | ------------ | ---------------------------- | ---------------- | --------- | ------------------------ |
| 6 | 1             | "The Ex-Girlfriend"      | Tom Cherones | Larry David & Jerry Seinfeld | 23 januari 1991  | 201       | 15.6                     |
| 7 | 2             | "The Pony Remark"        | Tom Cherones | Larry David & Jerry Seinfeld | 30 januari 1991  | 202       | 15.2                     |
| Jerry och Elaine firar en avlägsen släktings, Nanas, guldbröllop. Jerry berättar att han som barn ogillade barn som hade en häst. Trots att hon hade en egen ponny som barn i Polen valde Nanas familj att emigrera. Nana dör, men Jerry väljer sitt softballag framför begravningen. |               |                          |              |                              |                  |           |                          |
| 8 | 3             | "The Jacket"             | Tom Cherones | Larry David & Jerry Seinfeld | 6 februari 1991  | 205       | 14.8                     |
| Jerry köper en mycket dyr mockajacka. Han och George går till ett hotell för att möta Elaine och hennes far Alton, en hårding. Elaine är inte där men dyker upp efter plågsam väntan. Det snöar och för att skydda mockajackan vänder Jerry jackan ut och in. Det uppskattas inte av Alton. Jerry tvingas vända tillbaka den och mockan blir förstörd. Kramer tar över jackan. Elaine tipsar om att vända den ut och in nästa gång. |               |                          |              |                              |                  |           |                          |
| 9 | 4             | "The Phone Message"      | Tom Cherones | Larry David & Jerry Seinfeld | 13 februari 1991 | 207       | 13.6                     |
| George och Jerry ska på varsin dejt samma kväll och George är särskilt glad över att äntligen få till det. Han får för sig att han måste ringa upp sin flickvän efter dejten och råkar lämna fler och fler pinsamma meddelanden, tills enda lösningen för att rädda situation är att gå upp till flickvännens lägenhet samtidigt som Jerry hjälper till att få bort bandet från telefonsvararen: Pinsamt. |               |                          |              |                              |                  |           |                          |
| 10 | 5             | "The Apartment"          | Tom Cherones | Peter Mehlman                | 4 april 1991     | 208       | 24.7                     |
| Jerrys granne dör och Jerry fixar lägenheten till Elaine. Han får sedan kalla fötter eftersom det blir för nära. Vicevärden säljer kontraktet till en annan och Elaine har inte råd, om hon inte lånar pengar av Jerry. George testar ett nytt raggningsknep, vigselring, alla som har en sån måste ju per definition vara något att ha. Priset på lägenheten blir till slut för högt. |               |                          |              |                              |                  |           |                          |
| 11 | 6             | "The Statue"             | Tom Cherones | Larry Charles                | 11 april 1991    | 210       | 23.3                     |
| George hittar en likadan staty hos Jerry som han själv förstört hemma som barn. Han tänker överraska sina föräldrar med den. Jerry har hyrt in städhjälp, en studerande partner till en mycket svår finländsk författare, Rava. Elaine är hennes publicist. Jerry upptäcker statyn hos Ray och Rava när han och Elaine är där på middag. Kramer tar på sig uppdraget att skaffa tillbaks den. |               |                          |              |                              |                  |           |                          |
| 12 | 7             | "The Revenge"            | Tom Cherones | Larry David                  | 18 april 1991    | 212       | 19.6                     |
| George förklenar chefen och säger upp sig. Han ångrar sig och dyker upp efter helgen som om ingenting hänt. Jerry och Kramer delar kemtvättsinlämning. Newman, en granne, är med som bifigur utan att synas i bild. Jerry saknar 1500 dollar efter tvättningen, Georges plan att bara dyka upp fungerar inte. Kramer vill hämnas med cement i tvättmaskinerna och George genom att droga sin tidigare chef på en bar. |               |                          |              |                              |                  |           |                          |
| 13 | 8             | "The Heart Attack"       | Tom Cherones | Larry Charles                | 25 april 1991    | 211       | 20.6                     |
| Jerry vaknar på natten och skriver upp ett skämt han drömt om. När han vaknar på morgonen minns han inte skämtet och lappen är oläslig. George är hypokondrisk och tror att han fått hjärtattack. En undersökning visar att hjärtat är bra men att tonsillerna måste tas bort. Kramer övertygar honom att ta en alternativ kur istället. Elaine dejtar en doktor. De alternativa dekokterna får George att bli lila och han tar ambulans till sjukhuset. Tonsillerna opereras. Seinfeld minns skämtet, men det var dåligt.                                      |               |                          |              |                              |                  |           |                          |
| 14 | 9             | "The Deal"               | Tom Cherones | Larry David                  | 2 maj 1991       | 213       | 22.9                     |
| Jerry och Elaine tittar på TV. Ett regelverk sätts upp för att kunna ha sex och ändå vara vänner. Trots varningar försöker man. Det visar sig att det inte går, och ett val måste göras. Antingen bli tillsammans som ett par, eller aldrig träffas igen. Det förstnämnda väljs. |               |                          |              |                              |                  |           |                          |
| 15 | 10            | "The Baby Shower"        | Tom Cherones | Larry Charles                | 16 maj 1991      | 204       | 17.2                     |
| Elaine håller möhippa för en gemensam bekant, Leslie, performancekonstnär. Hon får låna Jerrys lägenhet eftersom han är på turné. George har dejtat Leslie. Som en del i uppträdandet smetade hon choklad över honom. Kramer övertygar Jerry att skaffa piratkabelteve. Turnén kortas och Jerry får skjuts av George. På hemväg kommer Jerry på att Eliane har lägenheten. George, som insett detta och har på sig ”chokladskjortan” tycker inte det är något problem. De går in i lägenheten. Det gör även Kramer och piratkabelteveinstallatörerna.           |               |                          |              |                              |                  |           |                          |
| 16 | 11            | "The Chinese Restaurant" | Tom Cherones | Larry David & Jerry Seinfeld | 23 maj 1991      | 206       | 16.8                     |
| Jerry, George och Elaine ska äta på kinakrog och sen gå på bio. Avsnittet utspelar sig i realtid under väntetiden. George försöker få tag på sin flickvän, Jerry ser en bekant som jobbar med hans farbror som han inställt middag med samma dag och Elaine är hungrig. Det blir inget bord. |               |                          |              |                              |                  |           |                          |
| 17 | 12            | "The Busboy"             | Tom Cherones | Larry David & Jerry Seinfeld | 26 juni 1991     | 203       | 12.5                     |
| George, Jerry och Elaine sitter på restaurang. Diskplockaren Antonio sätter en meny för nära ett ljus och den tar eld. Sällskapet skämtar om Antonio och han får sparken. George skäms och söker upp honom för att gottgöra. Då råkar han släppa ut Antonios katt. Elaine har herrbesök från Seattle. Antonio får nytt jobb när han letar efter katten och den andra restaurangen exploderar och diskplockaren som ersatte Antonio dör. Elaine ledsnar på sitt herrbesök, men han missar planet. Och han krockar med Antonio så att han blir sängbunden, länge. |               |                          |              |                              |                  |           |                          |